# Anton Rattinger
Anton Rattinger (* 1951 in Möderbrugg, Steiermark) ist ein österreichischer Schauspieler.

## Leben
Seine Schauspielausbildung absolvierte er an der Max-Reinhardt-Schule für Schauspiel in Berlin, des Weiteren erlangte er an der Technischen Universität Berlin 1983 den Abschluss als Diplompsychologe und legte eine Tanzausbildung für Musical- und Jazz ab.
Seit 1975 ist Rattinger in vielen Rollen auf verschiedenen Bühnen zu sehen, so zum Beispiel als Edgar Wibeau in Die neuen Leiden des jungen W., als Fritz Bernady in Pension Schöller oder zuletzt als Oberst Pickering in My Fair Lady. Rattinger spielte an den großen Musicalbühnen im Theater an der Wien und dem Theater des Westens spielte er diverse Hauptrollen, und war zudem in zahlreichen Film- und Fernsehproduktionen zu sehen, beispielsweise in Herbert Ballmanns Der Havelkaiser neben Günter Pfitzmann. Des Weiteren agierte er mehrmals in den Kriminalserien Tatort und Polizeiruf 110 und war in vielen Spielfilmen, auch internationalen Produktionen, wie Tödliches Erbe, Karniggels, Te Rua oder liebeskind zu sehen. Außerdem war er Gastdozent an der Universität der Künste Berlin, sprach Rollen in Hörspielen und wirkt seit 2001 in Soloprojekten wie musikalischen und literarischen Programmen mit, wo er auf internationalen Festivals mit den Melodramen von Richard Strauss auftritt.
Rattinger arbeitete in Uraufführungen moderner Musikkompositionen mit dem Philharmonischen Staatsorchester Hamburg und ist seit vielen Jahren damit beschäftigt, an unterschiedlichen Abteilungen staatlicher Kunsthochschulen die Fächer Schauspiel und szenisch-musikalische Darstellung zu unterrichten.
Im Februar 2021 outete er sich im Rahmen der Initiative #actout im SZ-Magazin mit 185 anderen lesbischen, schwulen, bisexuellen, queeren, nicht-binären und trans* Schauspielern.

## Filmografie (Auswahl)
- 1977: Farbe des Himmels
- 1978: Das kalte Herz
- 1979: Die Farbe des Himmels
- 1980: Derrick (TV-Serie, eine Folge)
- 1981: Die bleierne Zeit
- 1982: Dabbel Trabbel
- 1986: Mandelblütenbaum
- 1986: Bankgeheimnisse
- 1989: Dana Lech
- 1990: Es führt kein Weg zurück
- 1990: Das einfache Glück
- 1990: Nachbarschaft
- 1990: Dr. M
- 1990: Liebling Kreuzberg (TV-Serie, zwei Folgen)
- 1991: Karniggels
- 1994: Tödliches Erbe
- 1994: Der Havelkaiser (TV-Serie, eine Folge)
- 1996: Das Süße der Fremden
- 1996: Happy Weekend
- 1996: Die Kommissarin (TV-Serie, eine Folge)
- 1997: Knockin’ on Heaven’s Door
- 1997: Still Movin’
- 1997: Null Risiko und reich
- 1997: Tatort: Geld oder Leben
- 1999: Sturmzeit
- 1999: Ritas Welt (Fernsehserie, Folge: Frühlingsgefühle)
- 1999: Polizeiruf 110: Über den Dächern von Schwerin
- 2000: Bella Block: Blinde Liebe
- 2000: Polizeiruf 110: Die Macht und ihr Preis
- 2001: Wilder Hafen Ehe
- 2002: Polizeiruf 110: Memory
- 2002: Fahr zur Hölle, Schwester!
- 2002: Forsthaus Falkenau – Verdacht
- 2004: Lindenstraße (TV-Serie)
- 2004: Ein Fall für zwei (TV-Serie)
- 2004: Sommersturm
- 2005: liebeskind
- 2005: Tatort: Tod auf der Walz
- 2006: Die Krähen
- 2006: Abschnitt 40 (TV-Serie, eine Folge)
- 2007: Die Rosenheim-Cops – Tod eines Dichters
- 2008: Religionen der Welt
- 2009: SOKO Wien (TV-Serie, eine Folge)
- 2010: Die Rosenheim-Cops – Der letzte Atemzug
- 2013: Quellen des Lebens
- 2014: Toleranz
- 2015: Tod den Hippies!! Es lebe der Punk
- 2017: Babylon Berlin (Fernsehserie)
- 2020: Enfant Terrible
- 2024: Bad Director

## Hörspiele
- 1990: Paul Hengge: Ein Pflichtmandat – Regie: Robert Matejka (Hörspiel – RIAS Berlin)
- 2008: Heiner Grenzland: Tsunami über Deutschland – Musik und Regie: Heiner Grenzland (Original-Hörspiel, Science-Fiction-Hörspiel – rbb)